# صحار جينانجار
صحار جينانجار (بالإندونيسية: Shahar Ginanjar)‏ (4 نوفمبر 1990 ببورواكارتا في إندونيسيا - ) هو لاعب كرة قدم إندونيسي في مركز حراسة المرمى. شارك مع منتخب إندونيسيا تحت 23 سنة لكرة القدم ومنتخب إندونيسيا لكرة القدم. أما مع النوادي، فقد لعب مع PSM Makassar ‏ ومادورا يونايتد.

## روابط خارجية
- صحار جينانجار على موقع Soccerway.com (الإنجليزية)